# Harold Hardman
Harold Payne Hardman (Kirkmanshulme, Gran Manchester, 4 d'abril de 1882 – Sale, Cheshire, 9 de juny de 1965) va ser un futbolista anglès que va competir a començaments del segle xx. Jugà com a davanter i en el seu palmarès destaca una medalla d'or en la competició de futbol dels Jocs Olímpics de Londres de 1908.
A la selecció britànica jugà un total de 3 partits, en què no marcà cap gol. Entre 1905 i 1908 jugà quatre partits amb la selecció anglesa, en què marcà un gol.
En retirar-se com a futbolista passà a exercir tasques directives al Manchester United FC i entre 1951 i 1965 en fou el president.